# Lyellia bifurcata
Lyellia bifurcata là một loài rêu trong họ Polytrichaceae. Loài này được Bél. mô tả khoa học đầu tiên năm 1834.